# 湖北省水果湖高级中学
湖北省水果湖高级中学，常称「水果湖高中」、「水高」，是一所位于中华人民共和国湖北省武汉市武昌区的湖北省重点中学、省级示范高中。
水果湖高中前身为湖北省武昌水果湖中学高中部，始建于1958年。文革期间曾使用「湖北省东方红中学」之名，1978年复原名。
2001年8月，原武昌水果湖中学拆分为三所学校（湖北省水果湖第一中学（初级中学）、湖北省水果湖第二中学（初级中学）、湖北省水果湖高级中学（高级中学）），水果湖高级中学即以原水果湖中学高中部为基础而成立。

## 历史沿革
1958年-武昌水果湖中学开校，临时校舍位于武汉重型机床厂三街坊两间工棚。
1959年8月-新校舍落成，新校址在东湖路19号。
1959年11月-成为湖北省教育厅报送国家教育部“全省教育工作重点单位”中的普通中学11校之一。
1960年-开始招收高中学生，成为由14个教学班，648名学生的完全中学。
1962年-确定为省级重点中学，成为湖北全省18所重点中学之一。
1968年-由湖北省教育厅划交武昌区教育局。
1978年-由湖北省教育厅直接管辖。
1982年-筹建武昌水果湖中学高中部校区。
1984年8月-高中部落成。
1994年-湖北省政府批准水果湖中学高中部旁水塘划归水果湖中学使用。
1993年3月-重新评定为省重点中学。
1998年4月-获得省级示范学校称号。
2001年8月-武昌水果湖中学分离，新设湖北省水果湖第一中学（初中）、湖北省水果湖第二中学（初中），湖北省水果湖高级中学。
2014年-湖北省水果湖高级中学通过省级示范中学复审。

## 办学特点

### 班级
2018年4月1日现在，共有27个教学班，每级9个班。

### 课程
全日制课程
每日上午课5节，下午课4节，晚自习2节，一节40分钟

### 学期
二学期制，有寒暑两长假

### 国公私立之类别
区立高级中学

### 设置方
湖北省教育厅

### 共学•别学
男女共学

### 设置学科
（新）根据校领导以及学生志愿填报数量，决定分班选科情况
（旧）普通科（文史科、理工科）（2018级开始不再分文理科）
艺术类（舞蹈、美术、器乐、声乐）
体育类

### 学生社团
（以下排名不分先后）
马列学社
浅草文学社
模联社
电影社
街舞社
文化研究会
动漫社
辩论社
足球社
摄影社
机器人社
...(尚待追加)

## 知名校友
- 黄艺博：中国少先队武汉市总队长，五道杠干部，武汉市汉江区滑坡路小学少先队员。
- 彭坦：达达乐队主唱。
- 吴涛：达达乐队吉他手。
- 魏飞：达达乐队贝斯手。
- 杨搏：中国新歌声学员。
- 周绍斌：水高恋爱记作者

## 文化影響
- 《戀愛綺譚～不存在的夏天～》遊戲中的「蘋果湖中學」原型[1]。

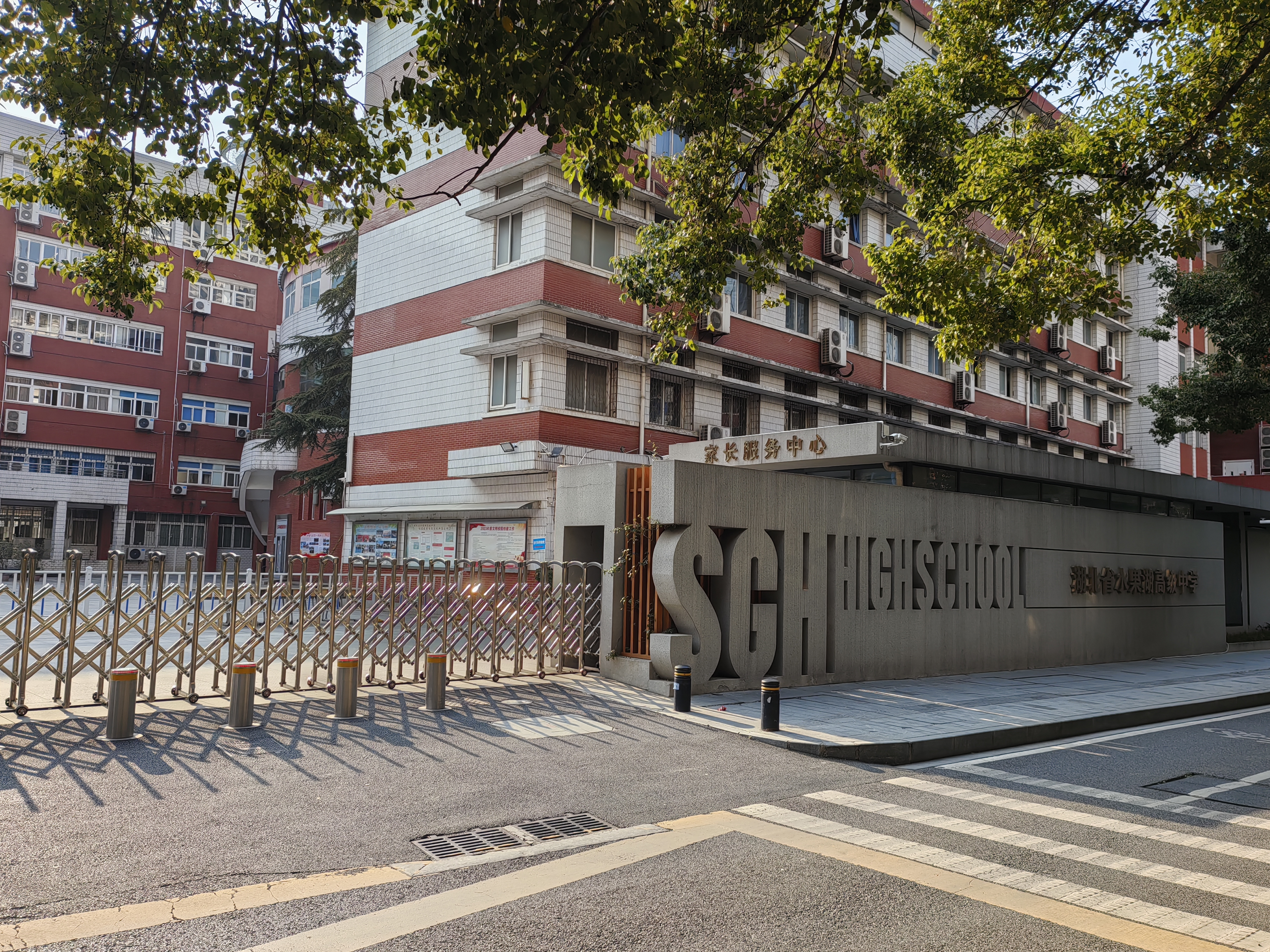
校門
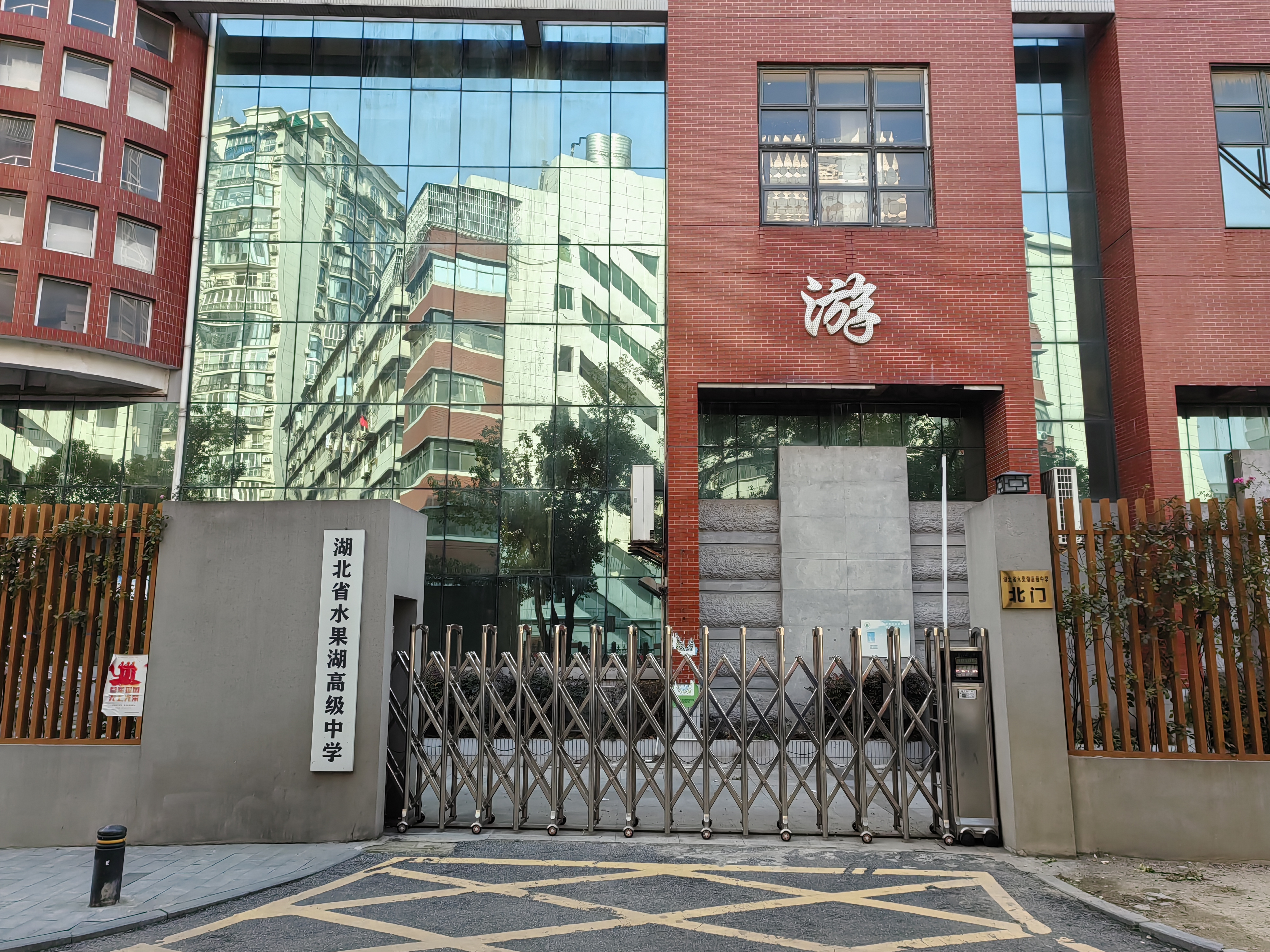
游泳館